# Teatro romano di Guelma

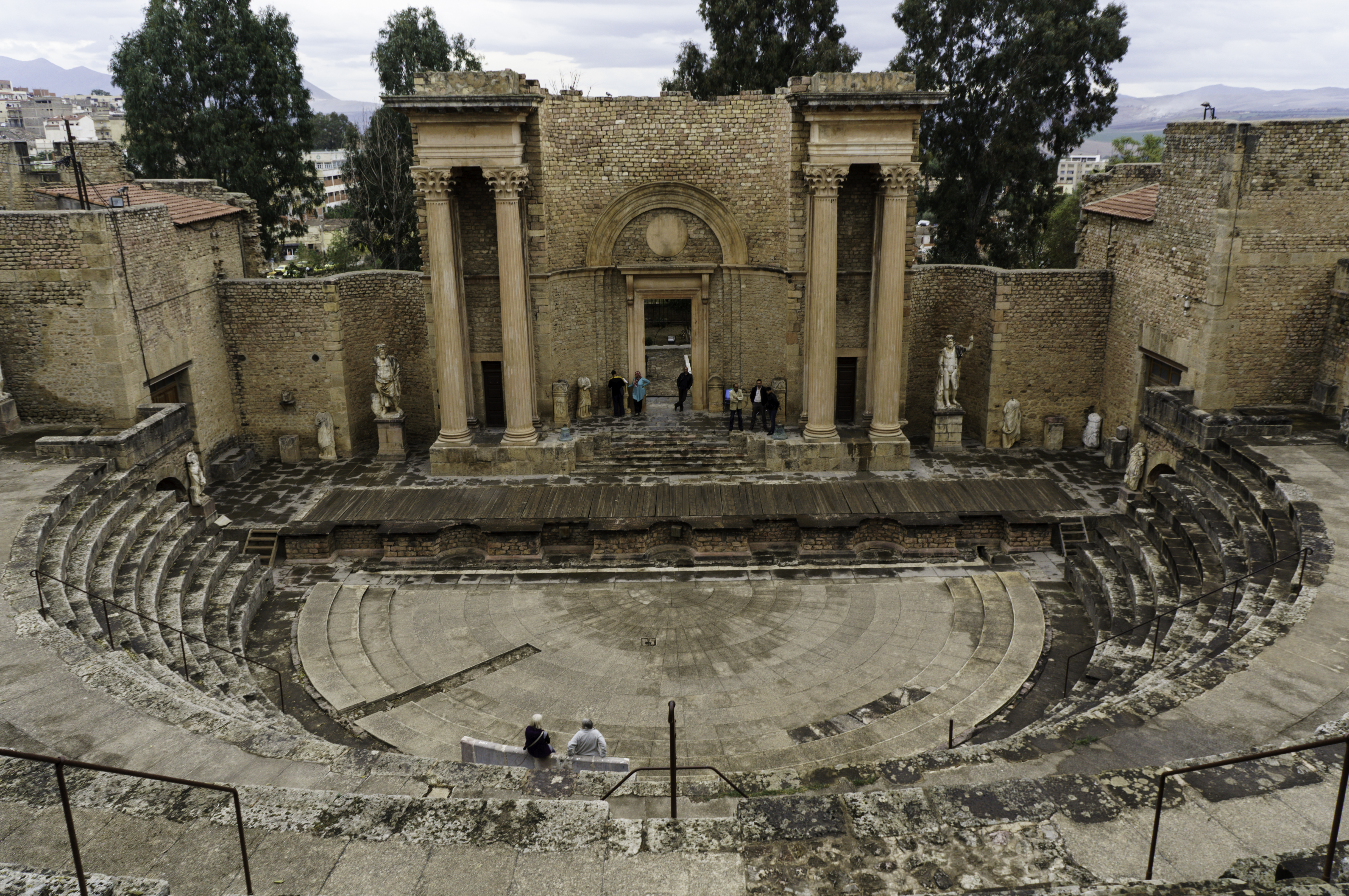
Teatro romano di Guelma

Il teatro romano di Guelma è un antico teatro romano di Calama, oggi Guelma, nell'Algeria nord-orientale, degli inizi del III secolo e ricostruito agli inizi del XX secolo.

## Storia

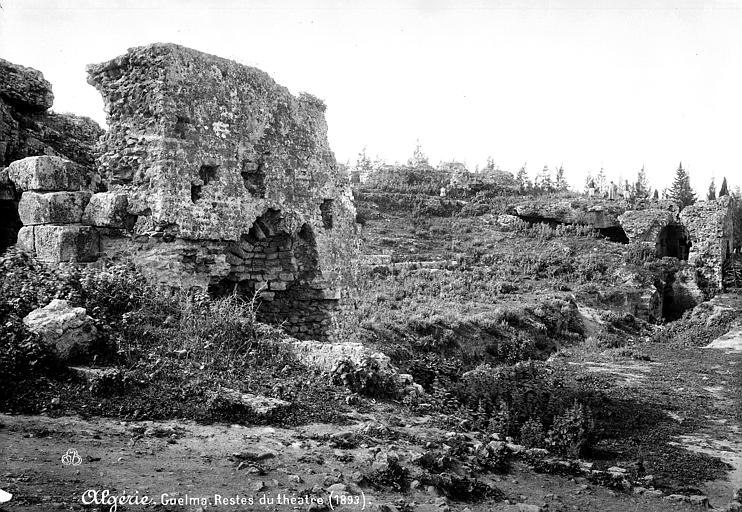
Resti del teatro di Guelma in una fotografia del 1893 di Séraphin-Médéric Mieusement

Come sappiamo grazie a due iscrizioni, il teatro fu costruito grazie all'evergetismo di Annia Elia Restituta, che spese 400.000 sesterzi per il divertimento dei suoi concittadini, i quali le eressero come ringraziamento cinque statue. Nelle iscrizioni Elia Restituta è identificata come flaminica Augustorum perpetua, ovvero come sacerdotessa del culto imperiale degli Augusti: la costruzione del teatro è stata dunque attribuita all'epoca di Marco Aurelio e Lucio Vero (161-169), oppure a quella di Settimio Severo e Caracalla, agli inizi del III secolo.
Andato distrutto, fu utilizzato come cava di pietre per la costruzione di altri edifici cittadini. Tra il 1902 e il 1918 fu ricostruito ad opera dell'archeologo Charles Albert Joly e ospita rappresentazioni teatrali e il museo archeologico della città di Guelma

## Architettura
Orientato verso nord-ovest, si appoggia al pendio naturale e a uno spesso muro che circonda la cavea.
Ha una larghezza di 58,65 m, con una scena di 37 m di larghezza per 7,15 m di profondità. Il prospetto della scena (pulpitum) è decorato da sette piccole nicchie, alternativamente quattro a pianta rettangolare e tre a pianta semicircolare: in origine le nicchie erano ornate da sculture, oggi scomparse. 
Il frontescena era articolato in tre nicchioni semicircolari: quello centrale era inquadrato da coppie di colonne e recava al centro una porta, mentre i nicchioni laterali, contrariamente all'uso privi di porte laterali , erano decorati da statue. 
Dietro il frontescena, fiancheggiato da due aule rettangolari, un portico colonnato fungeva da facciata.
L'orchestra, pavimentata in marmo bianco, aveva tre bassi gradini per i sedili (bisellia) dei personaggi di spicco.

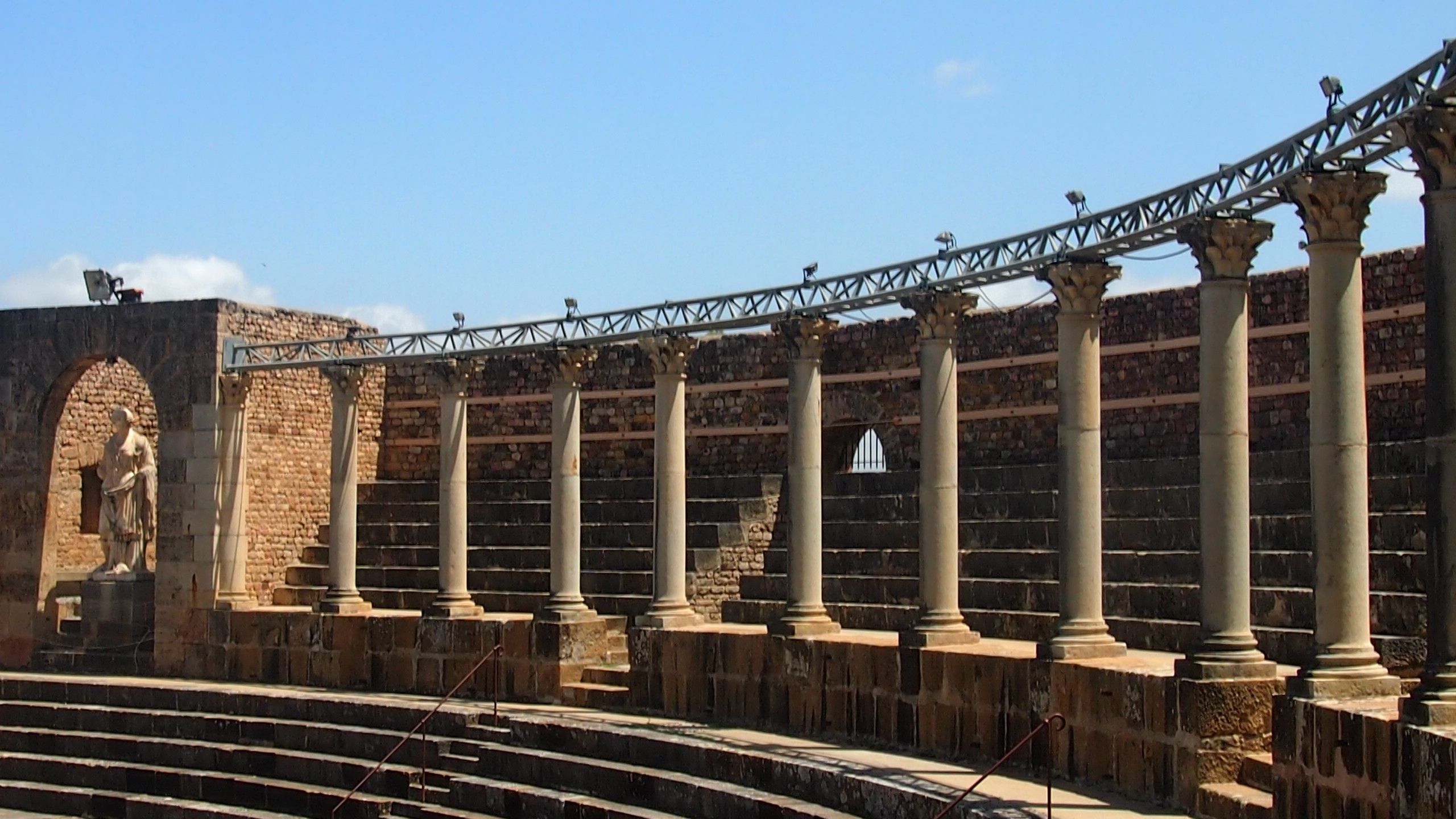
Il portico in summa cavea nella ricostruzione novecentesca

La cavea aveva 27 gradini in totale: 9 ripartiti in 4 cunei nella parte inferiore (ima cavea), 6 articolati in 4 cunei e altri 6 ripartiti in 5 cunei irregolari nella parte intermedia (media cavea) e altri 6 nella parte superiore (summa cavea). In cima era un portico di colonne corinzie e al centro un piccolo tempio con cella absidata, forse dedicato al culto imperiale.
Alla cavea si accedeva mediante due vomitori laterali sovrapposti.
Il teatro poteva ospitare circa 3600 spettatori.